# Newtown St Boswells
Newtown St Boswells (Baile Ùr Chille Bhoisil en gaélique (gd)) est une ville d'Écosse, située dans le council area des Scottish Borders, à 60 kilomètres au sud-est d'Édimbourg. Malgré sa petite taille, elle est la capitale administrative du council area et de l'ancienne région des Scottish Borders.

## Histoire
Newtown St Boswells est un village historique, établi depuis le XVIe siècle. Son nom a changé au cours des temps, s'appelant selon les époques Newtoune, Newtown of Eildon, Neuton ou encore Newtown of Dryburgh.
Son développement s'est construit autour des activités de meunerie, avec la présence de plusieurs moulins à eau. Avec l'ouverture de sa gare, la ville se développe comme centre d'exportation de bétail, activité qui a presque totalement décliné depuis la fermeture de la gare en 1969.